# Anthony Charles Harris
Anthony Charles Harris (* 1790 in London; † 23. November 1869 in Alexandria, Ägypten) war ein britischer Geschäftsmann und Antikensammler.

## Leben
Als Direktor der Handelsfirma Harris & Co., die er gemeinsam mit seinem Bruder betrieb, belieferte er auch die britische Armee. Er lebte fast dreißig Jahre in Alexandria und war auch eine erste Auskunfts-Station für viele Reisende jener Zeit, die mit dem Schiff in der Hafenstadt ankamen. Belegt ist, dass Joseph Bonomi der Jüngere sowohl mit Anthony Harris zwischen 1828 und 1859 als auch mit Selima Harris im Briefwechsel stand.
Weil er sich für die Baudenkmäler Ägyptens interessierte, bereiste er das Land und konnte auch die Hieroglyphen lesen. In seiner im Jahre 1851 erschienenen Hieroglyphical standards representing places in Egypt suppodes to nomes and toparchies veröffentlichte Harris zum ersten Mal einzelne Figuren als Personifikationen der verschiedenen Gaue Ägyptens und deren Unterabteilungen. Das Verdienst von Harris ist es, die Bedeutung dieser für die geographische Forschung so wichtigen Abbildungen als Erster erkannt zu haben. Seine Abhandlung fand lobende Anerkennung bei Johannes Dümichen und Heinrich Brugsch.

## Papyri Harris
Harris baute sich im Laufe der Jahre eine Sammlung von ägyptischen Antiken und Papyri auf. Sein Name ist für immer verbunden mit dem „Papyrus Harris I“. August Eisenlohr hatte die Papyri bei Harris bereits auf seiner Ägyptenreise 1869/70 gesehen. Darunter befand sich auch ein Papyrus in hieratischer Schrift aus der Regierungszeit Ramses III., der längste noch erhaltene Papyrus, für den sich Eisenlohr besonders interessierte. Als Harris im November 1869 verstarb, kehrte seine Adoptivtochter und Erbin Selima Harris nach England zurück und Eisenlohr katalogisierte dessen Sammlung für einen späteren Verkauf. Er kannte bereits den von Francois Chabas 1860 übersetzten Papyrus mit dem Titel „Le papyrus magique Harris“. Zur Unterscheidung hiervon nannte er die größte und längste der hieratischen Rollen „Der große Papyrus Harris“.
Ein weiterer Papyrus Harris von 1,45 m Länge und max. 19,5 cm Höhe (auch Papyrus Harris 500) ist von besonderem Interesse. Hier fehlen Anfang und Ende. Er ist auf der Vorder- und Rückseite beschrieben. Er enthält eine Sammlung literarischer Texte.
Auf der Vorderseite:
- 1. Zyklus (1.1.-4.1) eine Serie Gesänge
- 2. Zyklus (4.1-6.2) gefolgt von dem „Lied des Harfner“ aus dem Haus des Intef (6.2.-7.3)
- 3. Zyklus (7.3-8.3.)
- 4. Zyklus (8.3-8.12)

Auf der Rückseite befinden sich zwei spät-ägyptische Geschichten «The Capture of Joppa» (1.1-3.14) und «The Doomed Prince» (41.-8.14).
Der Papyrus wird unter Glas in einem Rahmen verwahrt und nicht an andere Museen ausgeliehen.
Während der besser erhaltene Teil „Der magische Papyrus Harris“ aus der Regierungszeit des ägyptischen Pharaos Ramses III. (1198–1166 v. Chr.) vom Britischen Museum in London erworben werden konnte, gelangte das stark fragmentarische Ende der Papyrusrolle – das als verschollen galt – „auf verschlungenen Wegen“ nach Heidelberg, wo es jüngst wiederentdeckt wurde. Brandspuren deuten darauf hin, dass es durch die Explosion der Schießbaumwolle beschädigt wurde. Der Papyrus befindet sich jetzt in der ägyptischen Sammlung der Universität Heidelberg.
Komm zu mir, … du Abbild von Millionen von Millionen! … Du, der 77 Augen besitzt, und 77 Ohren! … heißt es im magischen Papyrus Harris aus der Regierungszeit Ramses III. (1198–1166 v. Chr.). Rituell gesprochen über einer kleinen Statuette oder einem Udjat- bzw. Horus-Auge, sollte der hier Angerufene im Alten Ägypten das Amulett bewohnen und den Rufer mit seiner Rinderherde vor Nil-Krokodilen schützen.
Der Magische Papyrus in London besteht aus zwei Fragmenten, die gerahmt 38,2 × 25,6 cm groß sind. Sie sind auf der Vorder- und Rückseite mit hieratischem Text beschrieben. Es handelt sich um eine Sammlung von Hymnen und Beschwörungen (Zaubersprüchen?), die sich besonders auf die Abwehr von Krokodilen (Vorderseite) und anderen gefährlichen Tieren (Rückseite) beziehen. Diesen Papyrus übersetzte François Chabas 1860 unter dem Titel „Le papyrus magique Harris“.
Die Papyri – insgesamt um die 20 Rollen – stammten aus einem Grab in Medinet Habu und wurden lt. Francois Chabas in der Einführung zu seinem Buch 1855 Anthony Harris in Luxor angeboten. Dieser hatte jedoch nicht genügend Geld bei sich, um alle Papyri kaufen zu können.
In den August Eisenlohr von Selma Harris überlassenen Notizbüchern von A. C. Harris fand dieser eine Notiz vom Januar 1858 über die Fundstätte, die möglicherweise erst nach der näheren Untersuchung des Auffindungsortes geschrieben wurde:

„Dies ist die Beschreibung, welche Herr Harris von dem Fundort gemacht hat: Der Papyrus-Platz.
Hinter dem Tempel von Medinet-Abu (derselbe liegt bekanntlich jenseits des alten Theben auf dem linken Nilufer) in der Schlucht, welche nach Der El Medinet führt, 225 Schritt Gehens über die Schutthügel von der Nordostecke der Umwallung von Der el Medinet nach dem Fuße des südlichen Hügels der Schlucht – ungefähr zwanzig Fuß unter der Erde ist eine rohe Grotte in dem Felsen, welche, als sie zuerst geöffnet wurde, mit Mumien angefüllt war, die alle in früherer Zeit in Stücke gerissen worden waren. Dieses Loch war bedeckt mit Scherben, welche durch Lehm mit der Erde verbunden waren, die drüber lag. Wir fanden Nichts in dieser Grotte als Mumiengewänder und Knochen. – Dieser Platz war wahrscheinlich in Zusammenhang mit einem besseren Grabe über der Grotte, das jetzt zerstört ist. Wir fanden dort nur einen gestempelten Backstein.“

Durch die Vermittlung von August Eisenlohr verkaufte Selima Harris 1872 die Ägyptische Sammlung mit den Papyri an das British Museum.
Anthony Charles Harris wurde auf dem Protestantischen Friedhof in Alexandria beigesetzt.

## Schriften
- Fragments of an Oration against Demosthenes re-specting the money of Harpalus. London 1848 (Digitalisat).
- Description of a Greek Manuscript found at Thebes. In: Transactions of the Royal Society of Literature of the United Kingdom. Band 3, 1850, S. 178–182.
- Hieroglyphical standards representing places in Egypt: supposed to be its nomes and toparchies. George Barcley, London 1851 (Digitalisat).